# Cryptocarya acutifolia
Cryptocarya acutifolia är en lagerväxtart som beskrevs av Hsi Wen Li. Cryptocarya acutifolia ingår i släktet Cryptocarya och familjen lagerväxter. Inga underarter finns listade i Catalogue of Life.